# Obila divulsata
Obila divulsata är en fjärilsart som beskrevs av Walker 1862. Obila divulsata ingår i släktet Obila och familjen mätare. Inga underarter finns listade i Catalogue of Life.